# Udenværk
Et udenværk er en del af et befæstninganlæg, der ligger udenfor det primære befæstningsanlæg, typisk udenfor bastioner og voldgrav. Udenværker så som raveliner, lynetter, redaner og kaponiere som beskyttelse af bastioner og befæstninger mod direkte angreb blev udviklet i 1600-tallet. Senere betød de stadigt flere krigshandlinger og de belejredes øgede ressourcer, at udviklingen blev forstærket, så udenværkerne blev endnu mere omfattende for at bremse angribernes fremmarch. Hvis udenværkerne blev erobret af en fjende, betød deres manglende beskyttelse bag til desuden, at de kunne beskydes direkte fra den primære del af befæstningen.
Et forværk er en type udenværk, der ikke er direkte forbundet til den primære fæstning.
Et hornværk eller et kronværk er undertyper af udenværker.